# La Femme et le Rôdeur
Pour plus de détails, voir Fiche technique et Distribution.
La Femme et le Rôdeur (The Unholy Wife) est un film américain de John Farrow, sorti en 1957.

## Synopsis
Paul Hochen est un viticulteur fortuné qui, un soir, rencontre Phyllis dans un night-club, une entraîneuse. Phyllis a eu un fils d'une liaison avec un aviateur. Hochen la prend en affection et la demande bientôt en mariage. Phyllis, surprise, finit par accepter mais elle ne l'aime pas. La jeune femme, qui ne tarde pas à s'ennuyer, est infidèle. Un soir, elle surprend un rodeur et élabore avec lui un plan pour éliminer son mari.

## Fiche technique
- Titre original : The Unholy Wife
- Titre français : La Femme et le Rôdeur
- Réalisation : John Farrow
- Assistant de réalisation : Emmett Emerson
- Scénario : William Durkee, Jonathan Latimer
- Producteur : John Farrow
- Musique : Daniele Amfitheatrof
- Directeur de la photographie : Lucien Ballard
- Montage : Eda Warren
- Direction artistique : Franz Bachelin, Albert S. D'Agostino
- Décors : Ross Dowd
- Ingénieur du son : Terry Kellum, Jean L. Speak
- Durée : 94 minutes
- Pays de production :  États-Unis
- Langue : anglais
- Couleur : Couleur (Technicolor)
- Format : 2,00 : 1
- Son : Mono
- Sortie : 1957

## Distribution
Acteurs crédités

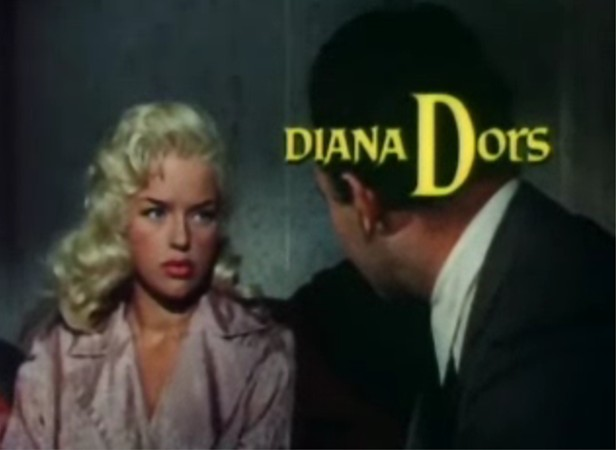
Diana Dors dans le générique du film.

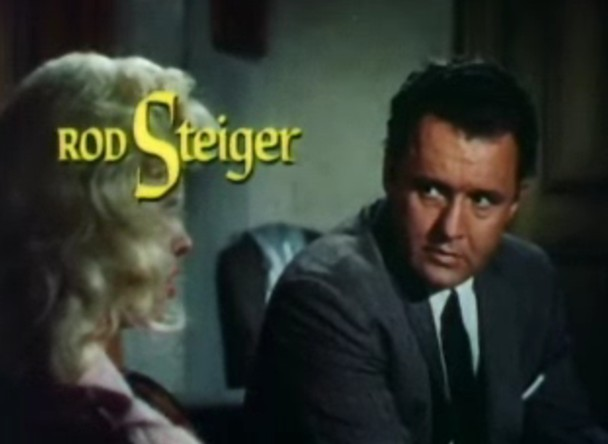
Rod Steiger dans le générique du film.

- Diana Dors (VF : Jacqueline Carrel) : Phyllis Hochen
- Rod Steiger (VF : André Valmy) : Paul Hochen
- Tom Tryon (VF : Roger Rudel) : San Sanders
- Beulah Bondi (VF : Julienne Paroli) : Emma Hochen
- Marie Windsor (VF : Sylvie Deniau) : Gwen
- Arthur Franz (VF : Yves Furet) : Père Stephen Hochen
- Luis Van Rooten : Ezra Benton
- Joe De Santis (VF : Marc Valbel) : Gino Verdugo
- Argentina Brunetti : Theresa
- Steve Pendleton : le Shérif-adjoint Bob Watkins
- Douglas Spencer : le Juge
- Gary Hunley : Michael
- James Burke : le Shérif Tom Watling
- Tol Avery : Carl Kramer

Acteurs non crédités
- Dorothy Abbott
- Don Avalier
- Lovyss Bradley
- Gwen Caldwell
- Jack Carry
- Francis De Sales
- Theodore von Eltz : McNeil, l'expert en empreintes digitales
- Kay English
- Maxine Gates
- Don C. Harvey
- Chuck Hayward
- Clegg Hoyt
- Helen Jay
- Hal Smith : le Docteur au rodéo